# О-дайко
О-дайко e музикален перкусионен инструмент от групата на мембранофоните. Представлява двустранен японски барабан с гигантски размери.